# Dermophis mexicanus
Dermophis mexicanus är en groddjursart som först beskrevs av Duméril och Gabriel Bibron 1841.  Dermophis mexicanus ingår i släktet Dermophis och familjen Caeciliidae. IUCN kategoriserar arten globalt som sårbar. Inga underarter finns listade i Catalogue of Life.
Dermophis mexicanus liknar en mask i utseende och den har en grå till olivbrun kroppsfärg med många ringar. Längden varierar mellan 10 och 60 cm. Förutom könsorganen finns inga skillnader mellan hannar och honor.
Artenn förekommer med flera från varandra skilda populationer från södra Mexiko till Nicaragua. Den lever i låglandet och i bergstrakter upp till 2000 meter över havet. Habitatet utgörs av fuktiga savanner och skoger. Individerna gräver i lövskiktet och i det översta jordlagret. De besöker ibland odlingsmark. Honor lägger inga ägg utan föder två levande ungar per tillfälle. Födan utgörs av olika ryggradslösa djur och ibland av små ödlor.